# Автошлях США 80
Автошлях США 80 (US Route 80 або US Highway 80, US  80) — головна номерна автомагістраль зі сходу на захід Сполучених Штатів на півдні Сполучених Штатів, більша частина якої колись була частиною першої автомобільної дороги, відомої як Діксі-Оверленд-Шосе. Як вказує «0» у номері маршруту, спочатку це був біговий маршрут від Тихого до Атлантичного океану. Його західний початок був на історичному US 101 у Сан-Дієго. Проте весь сегмент на захід від Далласа, було виведено з експлуатації на користь різних міжштатних автомагістралей і державних магістралей. Зараз західний кінець шосе знаходиться на розв’язці з міжштатною автомагістраллю 30 (I-30) на міській лінії Даллас–Мескіт. Його східний кінець знаходиться в Тайбі-Айленд, поблизу Атлантичного океану. Між Джонсвіллом, штат Техас, і Кевані, штат Міссісіпі, США, 80 проходить паралельно або одночасно з міжштатною автомагістраллю 20. Зараз також проходить через Даллас, Шривпорт, Джексон, Монтгомері, Колумбус, Мейкон, і Саванна.